# یگور گایدار
یگور گایدار (روسی: Его́р Тиму́рович Гайда́р؛ ۱۹ مارس ۱۹۵۶ – ۱۶ دسامبر ۲۰۰۹) یک اقتصاددان، سیاست‌مدار و استاد اهل روسیه بود.
پس از فروپاشی شوروی، او با حمایت بوریس یلتسین رئیس جمهور وقت روسیه، دست به اصلاحات گسترده ای زد و روسیه را که مامن یک امپراطوری 70 ساله مارکسیستی بود، به یک اقتصاد آزاد با نهادهای سیاسی غربی تبدیل کرد. یکی از اصول اصلاحات گایدار این بود که در ابعاد یک امپراطوری نمی توان یک اقتصاد لیبرال ایجاد کرد و لذا برای موفقیت اصلاحات، باید دولت-ملت جایگزین امپراطوری شود.